# 1898 a tudományban
Az 1898. év a tudományban és a technikában.

## Események
- december 21. – Pierre és Marie Curie felfedezi az uránszurokércben a rádiumot

## Születések
- február 3. – Pavel Szamuilovics Uriszon orosz, szovjet matematikus, topológus († 1924)
- február 11. – Szilárd Leó magyar–amerikai fizikus. Elsőként ismerte fel, hogy a nukleáris láncreakció (és ezzel az atombomba) létrehozható († 1964)
- február 14. – Fritz Zwicky svájci csillagász, többek között az extragalaktikus csillagászattal foglalkozott († 1974)
- március 3. – Emil Artin ausztriai születésű amerikai matematikus († 1962)
- június 26. – Willy Messerschmitt német repülőgép-tervező mérnök, gyáros († 1978)
- július 29. – Isidor Isaac Rabi Nobel-díjas amerikai fizikus († 1988)
- augusztus 25. – Helmut Hasse német matematikus († 1979)
- szeptember 24. – Howard Florey ausztrál farmakológus és patológus. Harmadmagával orvostudományi Nobel-díjban részesült a penicillin felfedezéséért († 1968)
- november 26. – Karl Ziegler Nobel-díjas német kémikus († 1973)

## Halálozások
- március 15. – Henry Bessemer angol mérnök, feltaláló, róla elnevezett Bessemer-acélgyártás kidolgozója (* 1813)
- június 25. – Ferdinand Julius Cohn német botanikus, mikrobiológus, Robert Koch mellett a mikrobiológia egyik megalapozója (* 1828)
- július 29. – John Newlands (John Alexander Reina Newlands) angol ipari vegyész (* 1837)